# Semaeopus exquisitata
Semaeopus exquisitata är en fjärilsart som beskrevs av Heinrich Benno Möschler 1881. Semaeopus exquisitata ingår i släktet Semaeopus och familjen mätare. Inga underarter finns listade i Catalogue of Life.